# Славівська сільська рада
Славівська сільська рада — колишня адміністративно-територіальна одиниця та орган місцевого самоврядування у Володарському (Кутузівському) і Черняхівському районах Коростенської і Волинської округ, Київської та Житомирської областей Української РСР з адміністративним центром у селі Славів.

## Населені пункти
Сільській раді на час ліквідації були підпорядковані населені пункти:
- с. Славів.

## Населення
Кількість населення ради, станом на 1923 рік, становила 1 122 особи, кількість дворів — 211.
Кількість населення сільської ради, станом на 1924 рік, становила 1 195 осіб.

## Історія та адміністративний устрій
Створена 1923 року в складі с. Славів та колонії Алинівка Кутузівської волості Житомирського повіту Волинської губернії. 7 березня 1923 року увійшла до складу новоствореного Кутузівського (згодом — Володарський) району Коростенської округи. 28 вересня 1925 року сільську раду передано до складу Черняхівського району Волинської округи. У 1939 році кол. Алинівка знята з обліку населених пунктів.
Станом на 1 вересня 1946 року сільська рада входила до складу Черняхівського району Житомирської області, на обліку в раді перебувало с. Славів.
Ліквідована 11 серпня 1954 року, відповідно до указу Президії Верховної ради Української РСР «Про укрупнення сільських рад по Житомирській області», територію та населені пункти ради приєднано до складу Селянщинської сільської ради Черняхівського району Житомирської області.